# Pseudognathaphanus
Pseudognathaphanus is een geslacht van kevers uit de familie van de loopkevers (Carabidae). De wetenschappelijke naam van het geslacht is voor het eerst geldig gepubliceerd in 1932 door Schauberger.

## Soorten
Het geslacht Pseudognathaphanus omvat de volgende soorten:
- Pseudognathaphanus exaratus (Bates, 1892)
- Pseudognathaphanus fukiensis Jedlicka, 1957
- Pseudognathaphanus punctilabris W.S. MacLeay, 1825
- Pseudognathaphanus rusticus Andrewes, 1920